# Type 98 Ya-I Go
Il Type 98 Ya-I Go è stato un poco noto veicolo da demolizione giapponese sviluppato nei tardi anni trenta per l'esercito imperiale, alla ricerca di un mezzo adatto a distruggere le casematte erette dai sovietici vicino ai confini dello stato fantoccio del Manchukuo.
Impostato nel 1937 ed entrato in servizio l'anno successivo, il veicolo era senza equipaggio umano perché guidato a distanza mediante dei cavi collegati al motore elettrico; era privo anche di corazze e armi di difesa. Ne esistevano due versioni dette Kō e Otsu. La prima era di dimensioni contenute, essendo lunga neppure un 1,50 metri e alta meno di 50 centimetri; il motore elettrico da 2 hp azionava i cingoli e permetteva di raggiungere i 4 km/h al massimo. Il carico del piccolo blindato (pesante 200 chili) era rappresentato da esplosivo che veniva così portato a ridosso delle fortificazioni avversarie per poi essere detonato.
Il modello Otsu era più grande: lungo 1,980 metri, largo 1,170 e alto 0,560, pesava 400 chili e si avvaleva di un motore elettrico da 4 hp, che però non garantiva superiori spunti di velocità massima; forse dotato di un maggior carico di esplosivo, ricopriva le medesime funzioni della precedente versione. Dalle foto presenti su un sito è chiaramente visibile come uno dei due tipi avesse sospensioni a bracci oscillanti longitudinali, e più in generale un treno di rotolamento molto simile a quello dei tankette Type 94 TK e Type 97 Te-Ke.
Entrambe le varianti del Type 98 vennero prodotte, per un totale di 300 esemplari: questi furono assegnati al 27º Reggimento del genio indipendente stanziato in Manciuria, ma nessuno fu mai impiegato in battaglia; alla fine della seconda guerra mondiale tutti i mezzi furono distrutti dagli stessi giapponesi. Fino a non molto tempo fa il Type 98 era stato erroneamente chiamato Type 97 Yi-Go.